# Daimler Armoured Car
La Daimler Armoured Car era un veicolo corazzato britannico prodotto durante la seconda guerra mondiale.

## Storia
La Daimler Armoured Car era uno sviluppo, quasi in  una scala più grande e completato in circa sei mesi, della precedente Daimler Scout Car, conosciuta anche come Dingo. Sulla Armoured Car venne montata la torretta del carro leggero Tetrarch armato fin dall'inizio da un cannone di 40mm, un armamento potente, al passo di quello dei carri.
Il progetto di questo veicolo incorporava inoltre i più avanzati concetti dell'epoca e la Armoured Car può essere considerata una delle migliori autoblindo britanniche del conflitto. La Armoured Car era dotata di un sistema di trasmissione che permetteva di ottenere un rapporto molto ridotto nelle marce basse. Il motore era un sei cilindri di 4.095 cm³ con singolo albero a camme in testa che erogava circa 100 hp (74 kW) a 3.600 giri al minuto. La corsa era di 89,5 mm mentre l'alesaggio di 120. L'albero motore ruotava su quattro cuscinetti ed era dotato di un contrappeso che smorzava le vibrazioni.
Il veicolo era caratterizzato da un doppio posto di guida: anteriore per il pilota e posteriore, da usare in emergenza, per il comandante. La Daimler Armoured Car disponeva anche di una trasmissione che, grazie ad un volano idraulico, permetteva di avere cinque marce in entrambe le direzioni. L'escursione delle sospensioni era notevole: 40 cm 15 in estensione e 25 in compressione. Inizialmente il mezzo doveva essere dotato di un terzo differenziale, per ripartire la coppia motrice sui due assi e di un sistema che permettesse di sterzare le quattro ruote, ma tali sistemi furono eliminati dal progetto.
Il prototipo fu realizzato nel 1939 ma problemi alla trasmissione dovuti al peso ritardarono l'entrata in servizio fino alla metà del 1941. Ne furono realizzate 2.694. La solida costruzione e l'affidabilità la resero ideale per scorta e ricognizione.

## Impiego
Il primo impiego fu durante la campagna del Nord Africa con l'11° Ussari (reggimento di cavalleria) della 7ª Divisione corazzata britannica. Venne poi impiegata in Europa e, in piccoli numeri, nel sud-est asiatico. Per incrementare la potenza di fuoco, su alcuni esemplari impiegati in Europa fu montato il sistema Littlejohn.
Il veicolo rimase in linea ben oltre la durata della guerra venendo utilizzato nelle unità territoriali del British Army fino agli anni sessanta, superando in durata di impiego la Coventry Armoured Car che avrebbe dovuto sostituirla.

## Versioni
- Mk. I
- Mk. I CS:Versione specializzata nel supporto ravvicinato ed armata con un cannone da 76 mm
- Mk. II: Versione migliorata nella torretta, nella sistemazione del pezzo; radiatori modificati e portello di uscita per il conducente[3]